# Férfi 50 km-es gyaloglás a 2004. évi nyári olimpiai játékokon
Az 50 kilométeres gyaloglást a 2004. évi nyári olimpiai játékokon augusztus 27-én rendezték meg.

## Rekordok
Ezek a verseny előtti rekordok.
| Világrekord     | 3:35:29 | Denis Nizhegorodov  | RUS | Cheboksary(RUS) | 2004. június 13.     |
| Olimpiai rekord | 3:38:29 | Vyacheslav Ivanenko | USR | Szöul (KOR)     | 1988. szeptember 30. |

## Végeredmény
| Arany:                             | Ezüst:                          | Bronz:                         |
| Robert Korzeniowski, Lengyelország | Denis Nizhegorodov, Oroszország | Aleksey Voyevodin, Oroszország |

## Idő eredmények
- NR: nemzeti rekord
- PB: egyéni legjobb
- SB: az az évi legjobb

1. Robert Korzeniowski, Lengyelország 3:38:46
2. Denis Nizhegorodov, Oroszország 3:42:50
3. Aleksey Voyevodin, Oroszország 3:43:34
4. Yu Caohong, Kina 3:43:45
5. Jesús Ángel García, Spanyolország 3:44:42 SB
6. Roman Magdziarczyk, Lengyelország 3:48:11
7. Grzegorz Sudol, Lengyelország 3:49:09 PB
8. Santiago Pérez, Spanyolország 3:49:48 SB
9. Yuriy Andronov, Oroszország 3:50:28
10. A Latangadasu, Kína 3:51:55
11. Aigars Fadejevs, Lettország 3:52:52
12. Jefferson Perez, Ecuador 3:53:04 NR
13. Trond Nymark, Norvégia 3:53:20 SB
14. Peter Korcok, Szlovákia 3:54:22
15. Miguel Angel Rodriguez, Mexikó 3:55:43
16. Jamazaki Juki, Japán 3:57:00
17. Germán Sánchez Cruz, Mexikó 3:58:33
18. Milos Batovsky, Szlovákia 3:59:11
19. Andrey Stepanchuk, Fehéroroszország 3:59:32
20. Sergey Korepanov, Kazahsztán 3:59:33
21. Eddy Riva, Franciaország 4:00:25
22. David Boulanger, Franciaország 4:01:32
23. Aleksandar Rakovic, Szerbia és Montenegro 4:02:06
24. Czukor Zoltán, Magyarország 4:03:51
25. Modris Liepins, Lettország 4:04:26
26. Sergio Vieira Galdino, Brazília 4:05:02
27. Kim Dong-Young, Dél-Korea 4:05:16
28. Jani Lehtinen, Finnország 4:05:35
29. Craig Barrett, Új-Zéland 4:06:48
30. Daugvinas Zujus, Litvánia 4:09:41
31. Tim Berrett, Kanada 4:10:31
32. Curt Clausen, USA 4:11:31
33. Jose Antonio Gonzalez, Spanyolország 4:11:51
34. Jorge Costa, Portugália 4:12:24
35. Phillip Dunn, USA 4:12:49
36. Kazimir Verkin, Szlovákia 4:13:11
37. Rustam Kuvatov, Kazahsztán 4:13:40
38. Milos Holusa, Csehország 4:15:01
39. Yeoryios Aryiropoulos, Görögország 4:17:25
40. Mario Jose dos Santos Jr., Brazília 4:20:11
41. Tóth János, Magyarország 4:29:33

### Akik nem értek célba
- Luis García, Guatemala
- André Höhne, Németország
- Denis Langlois, Franciaország
- Spiridon Kastanis, Görögország
- Mario Ivan Flores, Mexikó
- Pedro Martins, Portugália
- Han Yucheng, Kína
- Theodoros Stamatopoulos, Görögország

### A diszkvalifikáltak
- Nathan Deakes, Ausztrália
- Andreas Erm, Németország
- Julio Rene Martinez, Guatemala
- Giovanni de Benedictis, Olaszország
- Tanii Takajuki, Japán